# Джонсон, Марк (боксёр)
Марк Джонсон (англ. Mark Johnson; 13 августа 1971, Вашингтон, Округ Колумбия, США) — американский боксёр-профессионал, выступавший в наилегчайшей, 2-й наилегчайшей, легчайшей и 2-й наилегчайшей весовых категориях. Чемпион мира в наилегчайшей (версия IBF, 1996—1998) и 2-й наилегчайшей (версия IBF, 1999; версия WBO, 2003—2004) весовой категории.

## 1990—2001
Дебютировал в феврале 1990 года.
В марте 1990 года проиграл непобеждённому Ричи Вентону.
В мае 1996 года в бою за вакантный чемпионский титул IBF в наилегчайшем весе в 1-м раунде нокаутировал Франсиско Техедора.
В августе 1996 года Джонсон в 8-м раунде нокаутировал Рауля Хуареса.
С 1997 по 1999 годы Джонсон защитил свой титул, победив Алехандро Феликса Монтиеля, Сесилио Эспино, Анхеля Алмену, Артура Джонсона, Луиса Ролона, Хосе Лауреано, Ратанчая Сор Ворапина и Хорхе Ласиерву.
В ноябре 1999 года состоялся 2-й бой между Джонсоном и Рауля Хуаресом. В 4-м раунде Джонсон провёл удар ниже пояса в ответ на такие же действия со стороны Хуареса. Хуарес не смог прийти в себя 10 минут, и был унесён с ринга на носилках. Бой был признан не состоявшимся.

## 2001-10-06Рафаэль Маркес —Марк Джонсон
- Место проведения:  Мемориал Колисеум, Корпус Кристи, Техас, США
- Результат: Победа Маркеса раздельным решением в 10-раундовом бою
- Статус: Рейтинговый бой
- Рефери: Роберт Гонсалес
- Счёт судей: Рэй Хоукинс (93-94 Джонсон), Гейл Ван Хой (96-91 Маркес), Люси Роджерс (94-93 Маркес) — при первом объявлении результата ринганнонсер сообщил оценки судьи Роджерс 97-94 в пользу Джонсона
- Вес: Маркес 53,50 кг; Джонсон 53,40 кг
- Трансляция: HBO

В октябре 2001 года Джонсон встретился с мексиканцем Рафаэлем Маркесом. Поединок был близким. В конце 10-го раунда Джонсон провёл спуртовую атаку. Маркес пытаясь, спастись, наклонился. Джонсон провел серию ударов по почкам. Рефери приостановил поединок и снял с Джонснона одно очко. По окончании 10-ти раундов мнения судей разделились: посчитал победителем мексиканца, а двое американца. Зал решение встретил недовольным гулом. Однако позднее выяснилось, что произошла ошибка в подсчёте голосов. В тот же вечер, после другого поединка, было объявлено, что победил раздельным решением судей Рафаэль Маркес.

## 2002-02-23Рафаэль Маркес —Марк Джонсон (2-й бой)
- Место проведения:  Мандалей Бэй Ресорт энд Касино, Лас-Вегас, Невада, США
- Результат: Победа Маркеса техническим нокаутом в 8-м раунде в 12-раундовом бою
- Статус: Отборочный бой за титул IBF в легчайшем весе весе
- Рефери: Тони Уикс
- Время: 2:41
- Вес: Маркес 53,30 кг; Джонсон 53,30 кг
- Трансляция: HBO BAD
- Счёт неофициального судьи: Харольд Ледерман (66-66)

В ферврале 2002 года состоялся 2-й бой между Марком Джонсоном и Рафаэлем Маркесом. В конце 7-го раунда Маркес провёл правый хук в челюсть, и его противник оказался в нокдауне. Джонсон поднялся на счёт 9. После возобновления боя Маркес попытался добить противника, но ему не хватило времени. В конце 8-го раунда Маркес провёл серию ударов по корпусу, а затем правым хуком в голову послал американца на канвас. Джонсон встал на счёт 7. Как только бой возобновился Маркес выбросил двойку в голову, и Джонсон рухнул на настил. Рефери прекратил поединок, не открывая счёт.

## 2002—2006
В августе 2003 года Джонсон победил решением большинства судей чемпиона мира во 2-м наилегчайшем весе по версии WBO Фернандо Монтиеля.
В марте 2004 года он в 4-м раунде нокаутировал Луиса Болано.
В сентябре 2004 года Джонсон проиграл нокаутом в 8-м раунде непобеждённому Айвену Эрнандесу.
В феврале 2006 года он проиграл нокаутом в 8-м раунде Джонни Гонсалесу. После этого боя Джонсон ушёл из бокса.